# Christian Gliwitzky

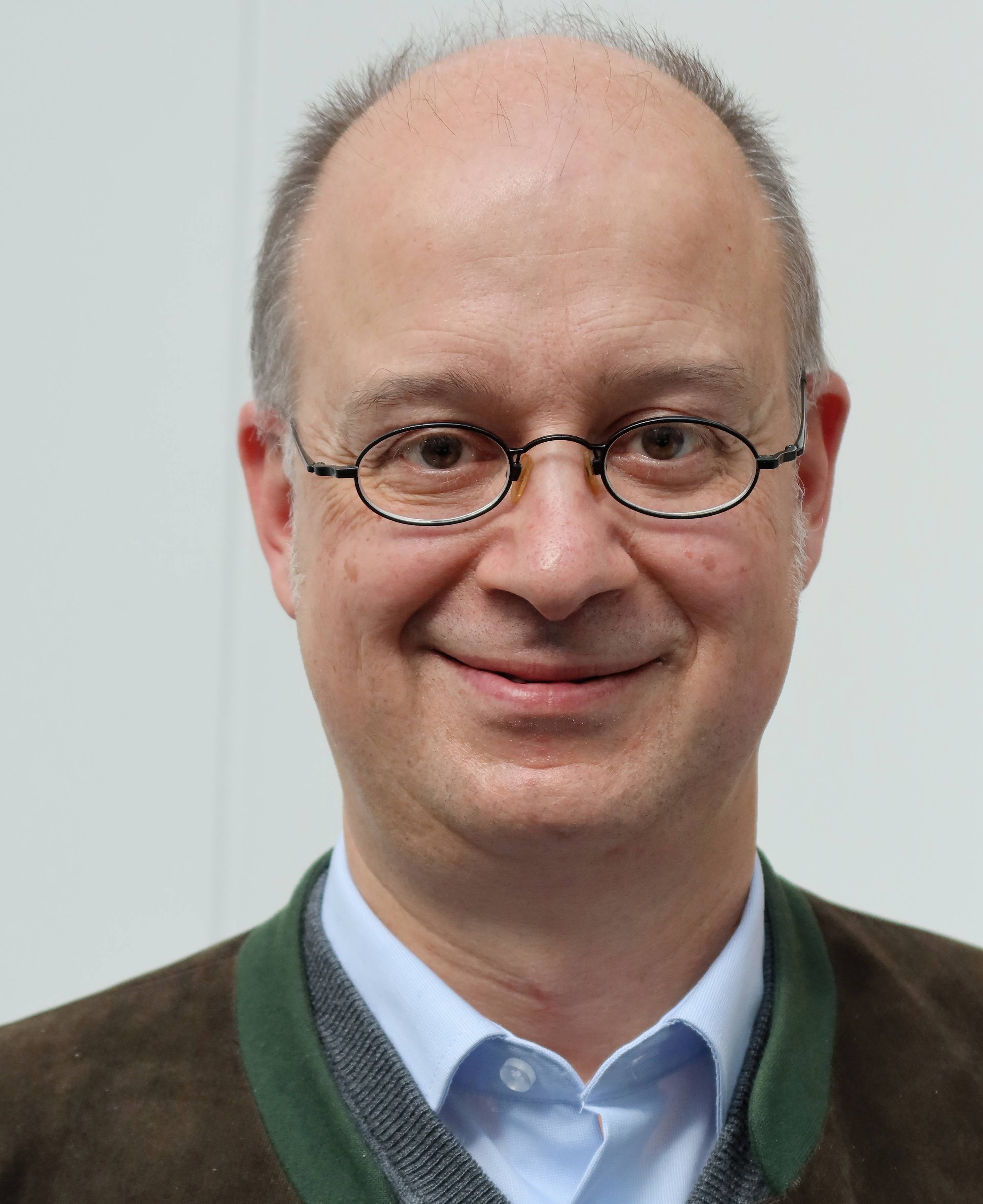
Christian Gliwitzky

Christian Alexander Gliwitzky (* im 20. Jahrhundert in Hildesheim) ist ein deutscher Klassischer Archäologe.

## Leben
Christian Gliwitzky studierte in Mainz, Freiburg, Rom und Dresden und schloss mit dem Magister in Christlicher Archäologie und byzantinischer Kunstgeschichte (bei Otto Feld) und mit der Promotion in Klassischer Archäologie (2005 bei Volker Michael Strocka) und dem Staatsexamen in Klassischer Philologie ab. Anschließend war er am Landesmuseum für Vorgeschichte Dresden tätig, wo er Mitorganisator der Ausstellungen 100 000 Jahre Sex (2005) und Dresden 8000 – Eine archäologische Zeitreise (2006) war. Danach unterrichtete er als Lehrer für Latein und Griechisch am Sächsischen Landesgymnasium St. Afra in Meißen. Seit 2009 ist er Konservator an den Staatlichen Antikensammlungen und der Glyptothek in München, deren stellvertretender Direktor er seit 2011 auch ist. Hier konzipierte er 2017 eine Ausstellung der antiken Porträts der Glyptothek.

## Veröffentlichungen (Auswahl)
- Die Kirche im sogenannten Bischofspalast zu Side. In: Istanbuler Mitteilungen 55, 2005, S. 337–408 (Magisterarbeit).
- Späte Blüte in Side und Perge. Die pamphylische Bauornamentik des 3. Jahrhunderts n. Chr. Peter Lang, Bern 2010, ISBN 978-3-0343-0566-2 (Dissertation, mit Autoreninfo).
- mit Florian Knauß (Hrsg.): Charakterköpfe. Griechen und Römer im Porträt. Hirmer, München 2017, ISBN 978-3-7774-2954-0.